# Serafin, svjetioničarev sin (2002.)
Serafin, svjetioničarev sin, hrvatski dugometražni film iz 2002. godine.